# Lee Pomeroy
Pour les articles homonymes, voir Pomeroy.
Lee Pomeroy est un musicien anglais, principalement connu en tant que bassiste et chanteur de chœurs pour plusieurs artistes, dont l'Electric Light Orchestra, It Bites, Yes ft. Jon Anderson, Trevor Rabin, Rick Wakeman, Take That ou encore Steve Hackett. Il a également travaillé avec Gary Barlow du groupe Take That en tant qu'artiste solo. Pomeroy est aussi un membre de l'English Rock Ensemble de Rick Wakeman et du groupe de métal progressif Headspace, créé par le fils de Rick Wakeman Adam et par Damian Wilson.

## Biographie
Le premier succès de Pomeroy survient en 1997, lorsqu'il rejoint le groupe de rock progressif Genaside 2. Cela lui a permis de rejoindre le groupe britannique de prog et d'électro Archive, pour lequel il joue de la basse, de la guitare et du mellotron.
Pomeroy joue régulièrement au sein de l'English Rock Ensemble de Rick Wakeman aux côtés du guitariste Dave Colquhoun avec lequel il est membre du groupe Moondigger, Colquhoun étant au chant et à la guitare, Pomeroy à la basse, aux synthétiseurs et aux chœurs et Michael Bowes à la batterie et aux chœurs.
Pomeroy est recruté par le directeur musical de Take That, Mike Stevens, pour rejoindre le groupe live lorsque le groupe se reforme en 2005. Pomeroy joue la basse aux côtés de Stevens, du guitariste Milton McDonald, du batteur Donovan Hepburn et des claviéristes Bernie Smith et Marcus Byrne.
Pomeroy rejoint le groupe It Bites in 2006, jouant de la basse pour les albums du groupe, dont The Tall Ships.
Au début des années 2000, Pomeroy et Adam Wakeman (le fils de Rick Wakeman), qu'il a rencontré dans l'English Rock Ensemble, décident de former un groupe. Ils sont rejoints par le chanteur Damian Wilson, le batteur Richard Brook et, en 2005, par le guitariste Pete Rinaldi, qui jouait alors dans le groupe Hot Leg de Justin Hawkins. Ce nouveau groupe, nommé Headspace, fait son concert inaugural en 2007, faisant la première partie d'Ozzy Osbourne (pour qui le groupe live d'Adam Wakeman a joué). Le premier EP du groupe, I Am... est publié la même année. Leur premier album studio, I Am Anonymous, finit par sortir en 2012 après des tensions au sein du groupes et des pressions familiales.
Pomeroy joue de la basse et du Chapman Stick pour l'album Genesis Revisited II de Steve Hackett, publié en 2012. Pomeroy continue à collaborer avec Hackett en le suivant dans sa tournée, jouant de la basse, de la basse à 12 cordes et double manche, de la guitare et des chœurs. Les concerts au Hammersmith Apollo et au Royal Albert Hall ont été filmées et enregistrées, puis publiées dans les albums live Genesis Revisited: Live at Hammersmith et Genesis Revisited: Royal Albert Hall.
Après que les anciens membres de l'Electric Light Orchestra (ELO) Jeff Lynne et Richard Tandy aient réalisé un concert avec succès dans le cadre de l'opération caritative Children In Need Rocks en 2013, avec Mike Stevens en tant que directeur musical, une demande a été faite pour que ELO se reforme, ce qui a mené Lynne à embaucher Stevens et le groupe live de Take That à participer au festival de Hyde Park sponsorisé par la BBC Radio 2 en 2014 avec le BBC Concert Orchestra. Pomeroy joue de la basse et fait les chœurs en live avec ELO depuis 2014.
Pomeroy a également été un membre du groupe de pop This Oceanic Feeling avec Chris Braide (chant, synthétiseurs, guitares) et Ash Soan (batterie). Le groupe publie l'album Universal Mind dans lequel Pomeroy joue de la basse, du Chapman Stick et de la guitare.
Aux côtés de Rick Wakeman, Pomeroy a joué avec Yes ARW à la basse, aux chœurs et aux synthétiseurs. Pomeroy participe aux deux tournées du groupe (sauf les dates de 2017 au Japon et de 2018 en Europe, lorsqu'il est remplacé par le chanteur du groupe 10cc Iain Hornal).
En 2021, Pomeroy a rejoint le groupe de rock progressif originaire de Canterbury Caravan après avoir joué pour eux sur l'album studio It’s None of Your Business sorti la même année.
Pomeroy joue de la basse et fait les choeurs pendant la tournée de l'English Rock Ensemble au printemps 2022 avec Hayley Sanderson au chant, Dave Colquhoun (guitares, chœurs), Rick et Adam Wakeman (synthétiseurs).

## Discographie

### Albums solo
- 2001 – Ambient Collectio'n – avec plusieurs artistes
- 2002 – funk –avec Warren Bennett, John Cameron et Steve Emney
- 2007 – Sold Out – avec Martin Price

### Avec Rick Wakeman
- 2001 – Live From Buenos Aires – avec l'English Rock Ensemble
- 2001 – Out of the Blue – avec le New English Rock Ensemble (basse)
- 2003 – Out There – avec le New English Rock Ensemble (basse)

- 2005 – Made in Cuba (basse)
- 2006 – Retro (basse)
- 2007 – Retro 2 (basse)
- 2012 – Journey to the Centre of the Earth (basse ; réenregistré en 2012)
- 2012 – In the Nick of Time: Live in 2003 – avec l'English Rock Ensemble (basse)
- 2020 – The Red Planet (basse)

### Avec Archive
- 1999 – Take My Head (guitare, basse)
- 2002 – You All Look the Same to Me (basse)
- 2003 – Michel Vaillant – (bande originale du film, basse)
- 2004 – Noise
- 2006 – Lights (basse, mellotron)
- 2006 – System (basse)
- 2009 – Controlling Crowds Part IV (mellotron)

### Avec Take That
- 2006 – The Ultimate Tour (film de la tournée ; basse)
- 2007 – "I'd Wait For Life" (basse en live)
- 2007 – "Reach Out" (basse en live)
- 2008 – Beautiful World Live (chant, basse)
- 2009 – The Greatest Day – Take That Present: The Circus Live (basse, synthétiseurs, chœurs)
- 2009 – "Said It All" (basse en live)
- 2011 – Progress Live (chant, basse)
- 2015 – Live 2015 (basse)
- 2019 – Odyssey - Greatest Hits Live (basse, chant)
- 2019 – "Relight My Fire (Live)" – featuring Lulu (basse)
- 2019 – "Cry" (basse)

### Avec Headspace / Damian Wilson
- 2007 – I Am... – Headspace (basse)
- 2012 – I Am Anonymous – Headspace (basse, Chapman Stick)
- 2016 – Built for Fighting – Damian Wilson (basse)
- 2016 – All That You Fear Is Gone – Headspace (basse, chœurs)
- 2021 – Limehouse to Lechlade – Damian Wilson (basse)

### Avec Steve Hackett
- 2010 – Out of the Tunnel's Mouth (basse)
- 2012 – Genesis Revisited II (basse, Chapman Stick)
- 2013 – Genesis Revisited: Live at Hammersmith (chant, guitare à 12 cordes, basse)
- 2014 – Genesis Revisited: Live at the Royal Albert Hall (chant, guitare à 12 cordes, basse)

### Autres
- 1997 – Икра – Мумий Тролль (basse)
- 1998 – "Come As You Are" – The King (basse)
- 1998 – Gravelands – The King (basse)
- 1998 – Flotation Toy Warning – Intravene (apparition)
- 1999 – Ad Finite – Genaside II (membre du groupe)
- 1999 – Another Sleepless Night – Jina (basse)
- 2000 – Here We Go [Single] – Moonbaby (basse)
- 2001 – A Tribute to Yes – plusieurs artistes (basse)
- 2001 – Progressive Rock Anthems – plusieurs artistes (basse)
- 2001 – Progressive Rock Classics – plusieurs artistes (basse)
- 2001 – Progressive Rock Epics – plusieurs artistes (basse)
- 2001 – Every Song You Make, Vol. 1: Sting/Police Tribute – plusieurs artistes (basse)
- 2004 – Finding Neverland – Jan A. P. Kaczmarek (bande originale ; basse)
- 2008 – The Tall Ships – It Bites (basse)
- 2009 – Piano Adagio – plusieurs artistes (composition)
- 2010 – Smile – Voice In a Million (basse)
- 2010 – Calling All the Heroes – It Bites (basse, chœurs)
- 2011 – It Happened One Night – It Bites (basse)
- 2012 – Map of the Past – It Bites (basse, membre du groupe)
- 2012 – Live in London – Terry Reid (basse)
- 2013 – Nocturnal – Yuna (basse)
- 2014 – Dreaming Of England – Downes Braide Association (basse)
- 2015 – Suburban Ghosts – Downes Braide Association (basse)
- 2015 – Universal Mind – This Oceanic Feeling (production, guitare électrique, basse à 5 cordes, basse, Chapman Stick)
- 2015 – Jeff Lynne's ELO: Live in Hyde Park – Jeff Lynne's ELO (basse, chant)
- 2017 – Wembley or Bust – Jeff Lynne's ELO (chœurs, basse)
- 2018 – 50th Anniversary: Live at the Apollo – Yes Featuring Jon Anderson, Trevor Rabin, Rick Wakeman (basse, chœurs)
- 2020 – In The Year 3073-Book II – Projekt Gemineye (basse)
- 2021 – It's None Of Your Business – Caravan (basse complémentaire)
- 2021 – A Silent War – SRMeixner (sons)
- 2021 –The Reality Of Zeros And Ones – Darby Todd (basse)